# Боуен (Квінсленд)
20°01′00″ пд. ш. 148°14′00″ сх. д. / 20.016666666667° пд. ш. 148.23333333333° сх. д.
Боуен — прибережне місто та місцевість в регіоні Вітсандей, Квінсленд, Австралія. У 2021 році у населеному пункті Боуен проживало 11 205 осіб.
Місцевість містить ще два міста:
- Геронвейл (20°06′25″ пд. ш. 148°17′36″ сх. д. / 20.107° пд. ш. 148.2933° сх. д.)
- Merinda (20°00′59″ пд. ш. 148°09′53″ сх. д. / 20.0164° пд. ш. 148.1647° сх. д.).

Порт для доставки вугілля Еббот-Пойнт також знаходиться в цьому населеному пункті (19°52′54″ пд. ш. 148°04′46″ сх. д. / 19.8816° пд. ш. 148.0795° сх. д.).

## Інтернет-ресурси
- Bowen. Queensland Places. Centre for the Government of Queensland, University of Queensland.
- Tourism Bowen
- Archived Town Profile on Rural Lifestyles Queensland Website
- Town map of Bowen, 1977
- Aerial film footage of Queensland places, State Library of Queensland. Contains aerial footage of Bowen
- Annual reports Bowen Hospitals Board, State Library of Queensland